# إيفان ميلر
إيفان ميلر (بالإنجليزية: Ivan Miller)‏ (30 ديسمبر 1913 بملبورن في أستراليا - 6 مايو 1966) هو لاعب كريكت أسترالي. لعب مع فريق فكتوريا للكريكت.

## وصلات خارجية
- إيفان ميلر على موقع إي آس بي آن كريك إنفو (الإنجليزية)